# 上劳西茨地区赖兴巴赫
上劳西茨地区赖兴巴赫（德語：Reichenbach/O.L.），简称赖兴巴赫（德語：Reichenbach，發音：[ˈʁaɪçn̩ˌbax] ⓘ），是德国萨克森州格尔利茨县的城市，面积62.64平方千米，2023年12月31日人口为4,789人。